# Сільськогосподарська академія університету імені Вітовта Великого
Сільськогосподарська академія університету імені Вітовта Великого, раніше — Університет Александраса Стульгінскіса (лит. Aleksandro Stulginskio universitetas) — вищий навчальний заклад Литви, розташований в Норейкішкесе поблизу Каунаса (Литва). У 2018 році прийнято рішення про приєднання УАС до Університету Вітовта Великого.

## Історія
Колишня Литовська сільськогосподарська академія.
Заснована в 1924 році на базі сільськогосподарського технікуму в містечку Дотнува. Після того, як в 1944 році німецькі війська підірвали будівлі діючої в Дотнуві академії, в 1946 році навчальний заклад було переведено в Каунас.
З 1964 року установа знаходиться на території навчально-дослідного господарства в Норейкішкесе (поблизу Каунаса). У 1996—2011 роках називалася Литовська сільськогосподарська академія.
У складі академії були:
- факультети — агрономії, економіки, механізації сільського господарства, гідромеліорації та землеустрою, лісового господарства, підвищення кваліфікації фахівців сільського господарства, громадських професій;
- заочне відділення;
- аспірантура;
- 41 кафедра, 4 галузеві лабораторії;
- навчально-дослідне господарство, дендропарк, музей, бібліотека із близько 600 тис. примірників.

У 1972/73 навчальному році в даному навчальному закладі навчалося 5,5 тис. студентів, працювало 320 викладачів, у тому числі 15 професорів і докторів наук, 186 доцентів і кандидатів наук. Також установі було надано право приймати до захисту докторські і кандидатські дисертації. Починаючи з 1953 року, публікувалися «Наукові праці». За роки свого існування академія підготувала велику кількість фахівців для сільського та лісового господарства.
У 2002 році університету був підпорядкований інститут водного господарства в м. Кедайняй і сільськогосподарський інститут в селищі Раудондваріс.
З 2011 року дана освітня установа носила ім'я Александраса Стульгінскіса, першого міністра сільського господарства Литви (в 1919 році), другого президента Литовської Республіки (1920—1926), ініціатора земельної реформи в Литві в 1919—1922 роках.

### Сучасний стан
Сьогодні університет займає площу 719 га. Функціонує 5 навчальних корпусів із 82 лекційними аудиторіями, 80 лабораторіями, бібліотекою.
У його складі 5 факультетів:
- сільськогосподарського машинобудування,
- агрономії,
- економіки і управління,
- лісового господарства та екології,
- водовикористання і управління земельними ресурсами, а також три інститути:
- Інститут сільськогосподарських культур,
- Інститут фундаментальних наук,
- Інститут охорони навколишнього середовища.